# Rogatica
Rogatica (serbisch-kyrillisch Рогатица) ist eine Kleinstadt und Gemeinde im Osten von Bosnien und Herzegowina, die seit dem Bosnienkrieg zur Republika Srpska gehört.

## Geographie
Rogatica liegt in einem Tal im südlichen Teil Ostbosniens, etwa 60 km östlich von Sarajevo. Benachbarte Gemeinden sind Han Pijesak, Milići, Novo Goražde, Pale, Rudo, Sokolac und Višegrad.

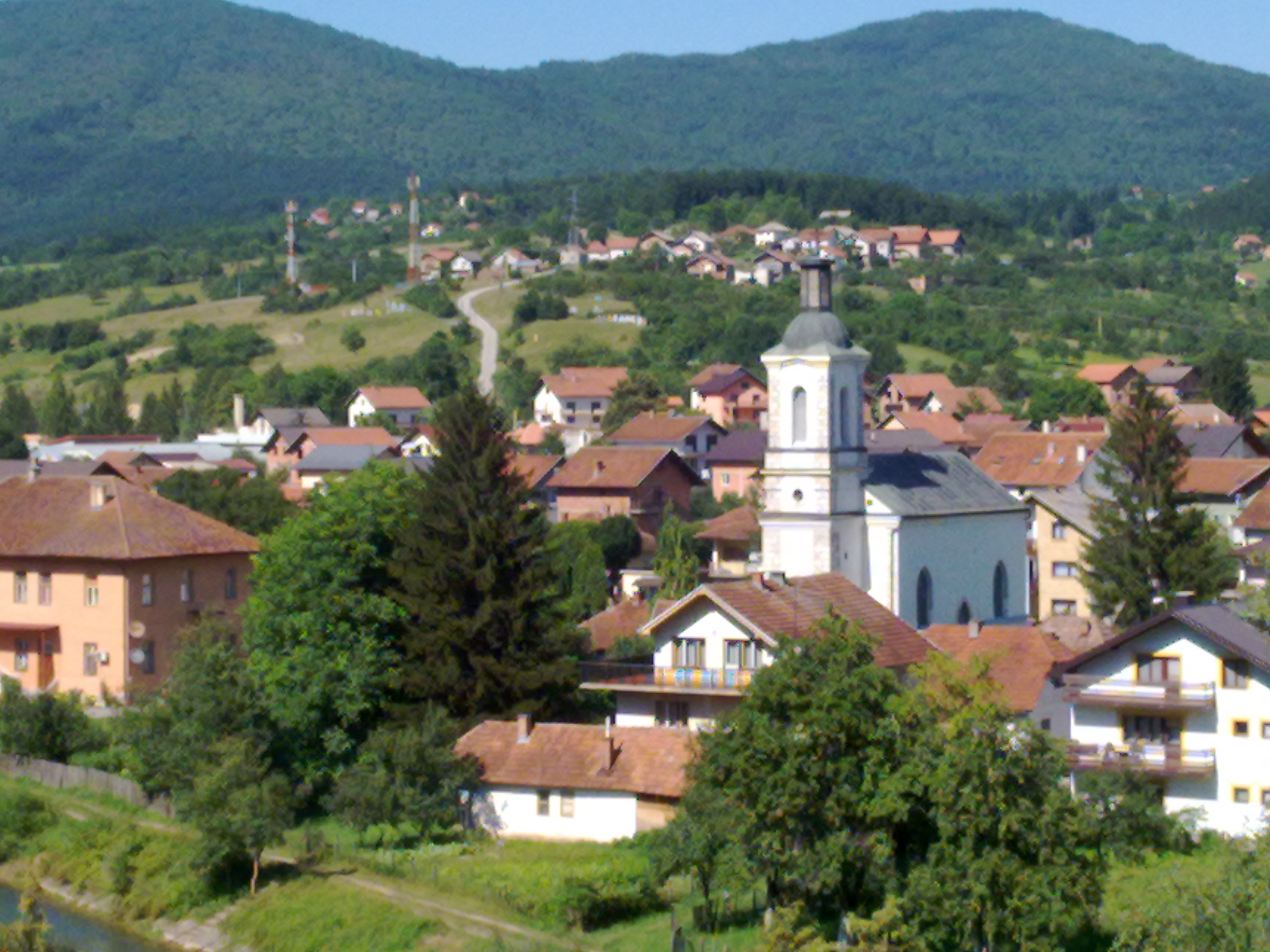
Blick auf einen Teil von Rogatica und die Serbisch-orthodoxe Dreifaltigkeitskirche

### Topographie
Die Kleinstadt erstreckt sich entlang des linken und rechten Ufers der Rakitnica auf einer Höhe von 525 m. Nach Nordwesten wird das Tal vom Berg Ljun, und nach Osten und Südosten von der Kette der Berge Crven, Tmor und Zasada abgeschlossen. Rogatica bildet den Mittelpunkt des Laufes der Rakitnica und im weiteren Sinn auch den des Mittellaufes der Prača. Im Osten reicht das Einzugsgebiet der Stadt bis zu den Flüssen Žepa und Drina bei Slap, während es im Nordwesten auch noch Han Stjenica und die Glasinac-Hochebene umfasst.
Die Rakitnica entspringt auf einer Höhe von 800 m unterhalb des Stupni do. Östlich des Dorfes Rakitnica nimmt sie den Zufluss Bereg und in der Stadt selbst die beiden Zuflüsse Toplik und Gračanica auf.
Das Gebiet hat insgesamt Mittelgebirgscharakter. Von den 66.437 ha der Gemeinde Rogatica befinden sich nur 20 % unterhalb von 500 m, während 80 % zum Gebirgsland mit Höhen zwischen 800 und 1900 m gehören. Im Osten, Südwesten und Norden der Gemeinde liegen Gebirgszüge, von denen die größten der Devetak (1.417 m), Sjemeć, Tmor, und die Bokšanica (1.254 m) sind.

### Klima
Die Jahresmitteltemperatur liegt bei 11 °C. Der maximale Wert wurde mit 35 °C im Juli und der minimale mit −28 °C im Januar gemessen. Der jährliche Niederschlag beträgt zwischen 700 und 800 mm in der Stadt und bis zu 1.500 mm in den umliegenden Gebirgen.

## Geschichte
Rogatica wurde 1425 erstmals urkundlich erwähnt. Unter osmanischer Herrschaft erhielt die Siedlung gegen Ende des 15. Jahrhunderts den Namen Čelebi Pazar nach Mehmed Čelebi, Sohn des Isa-beg Čelebi. Čelebi bedeutet im Türkischen "edel" oder "herrschaftlich".

### Osmanische Herrschaft
Die Altstadt von Rogatica konzentrierte sich auf eine Hauptstraße mit einem oder auch mehreren Geschäften in jedem Haus. Viele dieser Geschäftshäuser ließ Husein-beg Arnautović erbauen. Zwei Steinbrücken, die Kanarska ćuprija und die Donja ćuprija, verbanden die Innenstadt auf der rechten Seite der Rakitnica mit den Wohnvierteln am linken Ufer.
Einige Moscheen wurden in dieser Zeit errichtet, so die Tekijska, Oručagina, Arnaudija und Careva džamija, sowie die Sudžaudinova oder Čaršijska džamija und die Serhadija. Neben der Čaršijska džamija wurde eine Koranschule (Medresa) eröffnet. Unter der osmanischen Herrschaft entwickelte sich Rogatica zu einer orientalisch anmutenden Stadt.
Um die Moscheen in Rogatica entwickelten sich die Stadtviertel Sinan vojvodina mahala, Oruč-agina mahala, Husein-begova mahala und Careva mahala oder Hangarija. Anfang des 16. Jahrhunderts wurde in Čelebi Pazar das erste öffentliche Bad (Hamam) mit heißem und kaltem Wasser errichtet, wenig später auch Trinkwasserleitungen für einen Teil der Stadt. Mit der Zeit siedelten sich Händler, Handwerker und Karawansereien an.
Rogatica wurde auch Gerichtsort (Kadiluk). Diese Funktion übten einige Männer aus, die im Osmanischen Reich noch höhere Positionen bekleiden sollten, drei davon sogar als Wesir: Sinan-paša Borovinčić, Ali-paša Pračić und Mehmed-paša Sokolović.

### Österreichisch-Ungarische Herrschaft
Unter der österreichisch-ungarischen Herrschaft ab 1878 veränderte sich die Bevölkerungsstruktur in Rogatica. Es siedelten sich einige jüdische Familien, Händler verschiedener Nationen, österreichische Offiziere und Beamte sowie Serben aus den umliegenden Dörfern an.
Bei der ersten Volkszählung, die die Österreicher 1879 in Bosnien und Herzegowina durchführten, zählte Rogatica 1.831 Einwohner, 444 Häuser und 471 Wohnungen. Nach Religionen teilten sich die Einwohner wie folgt auf:
- Muslime 1.693 oder 92,46 %
- Orthodoxe 131 oder 7,16 %
- Juden 6 oder 0,32 %[2]
- Katholiken 1 oder 0,06 %

Einheimische Bosniaken bildeten vermutlich die Mehrheit der Muslime in der Stadt. Rogatica lag damals an 28. Stelle der größten Städte Bosniens.
Mit der österreichisch-ungarischen Herrschaft kam auch in diesen Teil des Landes die europäische Kultur. Äußerlich machte sich das vor allem an der Einführung der lateinischen Schrift bemerkbar. Ein wachsender Teil der Jugend studierte an europäischen Hochschulen. Seit 1883 war in Rogatica selbst ein ausgebildeter Arzt tätig.
Militäreinheiten bauten die Straßenverbindung Sarajevo-Rogatica-Višegrad 1879 auf einer Länge von 148 km aus, dazu kam die 26 km lange Straße Rogatica-Goražde und 1906 noch eine Straße nach  Mesice (9 km). 1895 wurde das Gestüt Borike zur Züchtung von Arabern und Bosnischen Bergpferden gegründet. In den Jahren 1905/06 wurde eine 4 km lange moderne Wasserleitung verlegt, 1908 auch eine Kanalisation. Die ebenfalls aus strategischen Gründen erbaute Bosnische Ostbahn verlief über weite Strecken durch den Bezirk Rogatica. Das Militärgelände am Stadtrand wurde um eine zweistöckige Kaserne erweitert. Von 1883 bis 1886 wurde die Serbisch-orthodoxe Dreifaltigkeitskirche erbaut. 
1900 entstand das erste Sägewerk in der Stadt, und im benachbarten Kovanje nahm eine Ziegelei den Betrieb auf.
Nach der Volkszählung von 1910 lebten im Bezirk Rogatica etwa 1.400 Familien abhängiger Bauern. Von den 699 landbesitzenden Familien in diesem Bezirk waren: 644 bosniakischer (92,13 %), 52 serbischer (7,4 %), zwei kroatischer (2,29 %) und eine jüdischer Nationalität (0,14 %).
Unter der österreichischen Herrschaft kam es auch zu einer langsamen Abwanderung der muslimischen Bevölkerung, vorwiegend nach Sarajevo und in die Türkei.

### Zwischen den Weltkriegen
1920 führte der SHS-Staat eine Agrarreform durch, bei der das Land der meist bosniakischen Großgrundbesitzer auf die zuvor landlosen Bauern, überwiegend Serben, verteilt wurde.
Von 1919 bis 1949 erstreckte sich der Bezirk Rogatica (Rogatički srez) über eine Fläche von 1.465,25 km² und umfasste die Gebiete der heutigen Gemeinden Rogatica und Sokolac sowie Teile der angrenzenden Gemeinden Han Pijesak (Podžeplje), Višegrad (Međeđa), Goražde (Ustiprača) und Pale (Hrenovica und Prača).
1919 begann der Abbau der Kohlevorkommen in Kukavice bei Rogatica, der nach 1923 noch intensiviert wurde. Ab 1928 wurde die Kohle mit einer Seilbahn direkt zur Eisenbahnstation Mesići transportiert.
1926 wurde die Bürgerschule eröffnet und das Netz der Grundschulen erweitert. Zwischen 1928 und 1932 war der Schriftsteller Hasan Kikić als Lehrer in Rogatica tätig und prägte das kulturelle Leben der Stadt.
In dieser Zeit bestanden 186 Handwerksbetriebe, 79 Geschäfte und 68 Gastwirtschaften. 1936 öffnete die erste Vertretung des Bekleidungsherstellers „Bata“.

### Zweiter Weltkrieg
Schon 1941 schloss sich ein Teil der Bosniaken aus Rogatica und den umliegenden Dörfern dem Widerstand an. Im Herbst 1941 wurde die Muslimanska četa und später ein muslimisches Bataillon innerhalb des Partisanenverbandes der Romanija gebildet. Ab 1943 kämpften die Bewohner in der 6. und dann in der 16. muslimischen Sturmbrigade.
Von insgesamt 136 Dörfern des Bezirks Rogatica wurden während des Krieges 77 vollständig und 42 teilweise niedergebrannt. Gerade 45 der über tausend Wohngebäude der Stadt überstanden den Krieg unzerstört, und am 9. Mai 1945 harrten nur noch 67 Bewohner in der Stadt aus. Von den sieben Moscheen der Stadt standen nur noch zwei, die Arnautovića und die Čaršijska džamija. Auch wurde die Serbisch-orthodoxe Dreifaltigkeitskirche durch die deutsche Wehrmacht schwer zerstört. Aus der Kirche wurde alles Wertvolle entwendet, selbst die Ikonostase mitsamt den Ikonen.

### Bosnienkrieg
Während des Bosnienkrieges wurde ein großer Teil der nichtserbischen Einwohner, die zuvor die Bevölkerungsmehrheit bildeten, vertrieben. Die Enklave Žepa im Norden der Gemeinde blieb als UN-Schutzzone bis zum Juli 1995 unter bosniakischer Kontrolle und wurde dann von der VRS erobert.

## Bevölkerung
Bei der Volkszählung 1991 hatte die Gemeinde Rogatica 21.978 Einwohner, darunter
- Bosniaken: 13.209 (60,10 %)
- Serben: 8.391 (38,17 %)
- Jugoslawen: 186 (0,84 %)
- Kroaten: 19 (0,08 %)
- Andere: 173 (0,78 %)

Im Hauptort lebten 8.963 Menschen, darunter
- Bosniaken: 5.681 (63,38 %)
- Serben: 3.018 (33,67 %)
- Jugoslawen: 140 (1,56 %)
- Kroaten: 16 (0,18 %)
- Andere: 108 (1,20 %)

Bedingt durch Vertreibung und den Zuzug von Flüchtlingen aus anderen Gebieten stellen seit dem Krieg die Serben die absolute Mehrheit der Einwohner. Die Einwohnerzahl betrug zur Volkszählung 2013 nurmehr knapp 12.000, was einen kriegsbedingten Rückgang der Bevölkerung um fast die Hälfte bedeutet.

### Orte

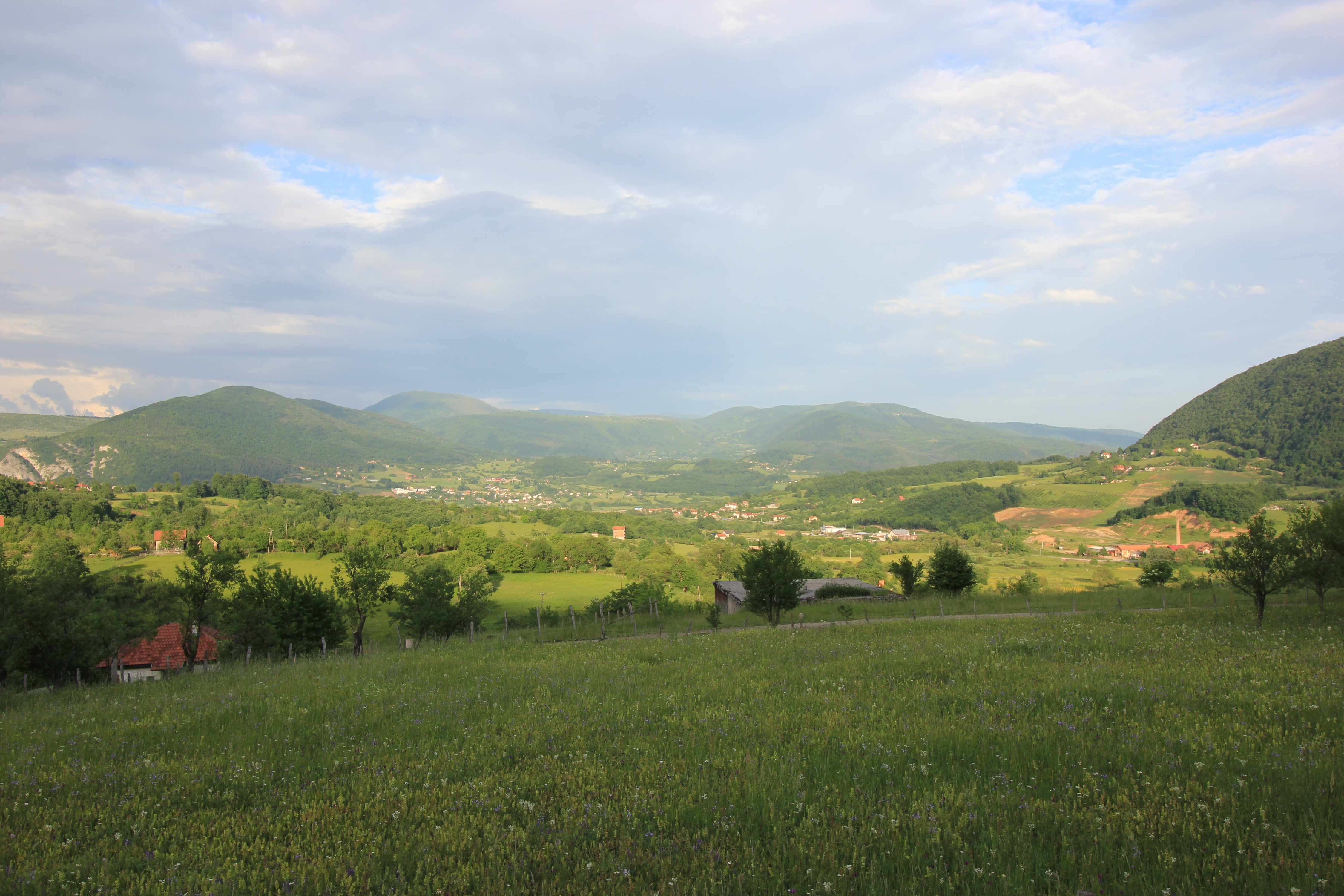
Landschaft nördlich von Rogatica beim Gemeindeteil Kovanj

Die Gemeinde umfasst insgesamt 119 Orte: Agarovići, Babljak, Beći, Begzadići, Beheći, Berkovići, Bjelogorci, Blažujevići, Borač, Borika, Borovac, Borovsko, Božine, Brankovići, Brčigovo, Brda, Brezje, Bulozi, Burati, Čadovina, Čavčići, Čubrići, Dobrače, Dobrašina, Dobromerovići, Dobrouščići, Drobnići, Dub, Dumanjići, Đedovići, Ferizovići, Gazije, Godimlje, Golubovići, Grivci, Gučevo, Guždelji, Jarovići, Jasenice, Kamen, Karačići, Kopljevići, Kovanj, Kozarde, Kozići, Kramer Selo, Krvojevići, Kujundžijevići, Kukavice, Kusuci, Kutezero, Lađevine, Laze, Lepenica, Lubardići, Ljubomišlje, Mahala, Maravići, Medna Luka, Mesići, Mislovo, Mrgudići, Nahota, Obrtići, Okruglo, Orahovo, Osovo, Otričevo, Pašić Kula, Pavičina Kula, Pešurići, Pijevčići, Planje, Pljesko, Plješevica, Podgaj, Pokrivenik, Pribošijevići, Pripećak, Prosječeno, Purtići, Radič, Rađevići, Rakitnica, Ribioc, Rogatica, Rusanovići, Seljani, Sjemeć, Sjeversko, Slap, Sočice, Stara Gora, Starčići, Stari Brod, Stjenice, Stop, Strmac, Sudići, Surovići, Šatorovići, Šena Krena, Šetići, Šljedovići, Šljivno, Štavanj, Trnovo, Varošište, Vragolovi, Vratar, Vražalice, Vrelo, Vrlazje, Zagajevi, Zagorice, Zakomo, Ziličina, Žepa, Živaljevići und Živaljevina.

## Wirtschaft und Infrastruktur

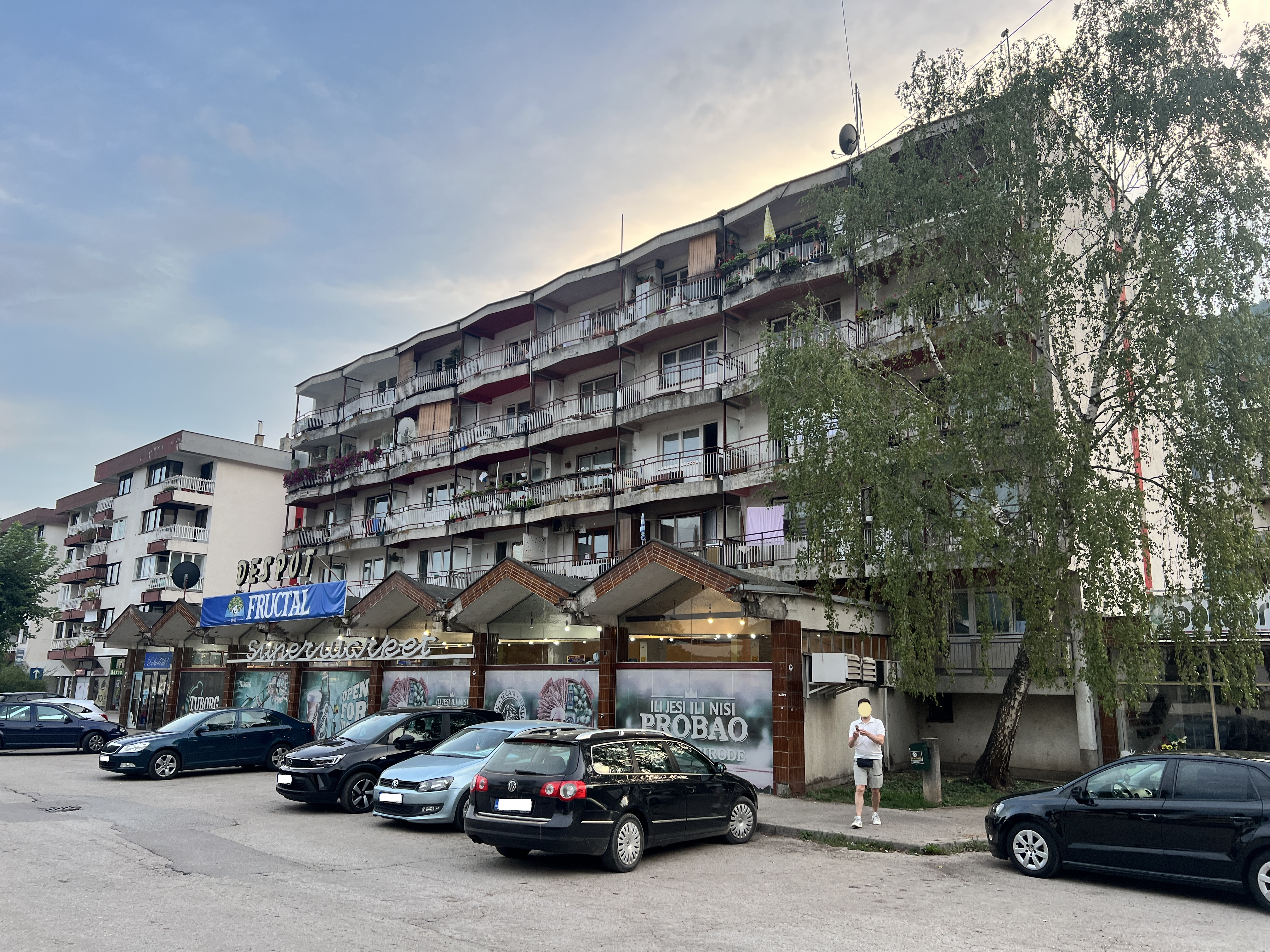
Despot-Supermarkt und Wohngebäude im Zentrum der Stadt.

### Industrie
Die wirtschaftliche Struktur der Stadt wird von der holz- und der metallverarbeitenden Industrie geprägt. Größte Arbeitgeber sind TPR (Luft-, Öl- und Kraftstofffilter) und die Möbelfabrik Sjemeć. 

### Landwirtschaft
Durch die Hochlage ist die Viehzucht in der Region um Rogatica rentabler als der Ackerbau.
Das 1893 gegründete Gestüt „Ergela“ in Borike befasst sich mit der Zucht von Bosnischen Bergpferden und reinblütigen Araberpferden und ist das einzige seiner Art im ehemaligen Jugoslawien. Außerdem besteht in Borike ein Schafzuchtbetrieb mit etwa 1.000 Tieren.
Das Unternehmen „Agrokombinat“ A.D. und die Genossenschaft „Solanum produkt“ arbeiten an der Züchtung widerstandsfähiger Kartoffelsorten.
In den schwer zugänglichen Dörfern spielt die auf Subsistenzbasis betriebene Landwirtschaft nach wie vor eine große Rolle.

### Verkehr
Rogatica liegt an der Magistralstraße M19.1, die Sarajevo mit Višegrad verbindet. Die Eisenbahn im Tal der Prača ist seit 1978 stillgelegt.

### Energieversorgung
Die Stromversorgung der Gemeinde läuft über eine 110-kV-Fernleitung von Višegrad sowie zwei 35-kV-Fernleitungen aus Višegrad und Sokolac, die aber nur als Reserve dienen. Auf dem Gebiet der Gemeinde Rogatica wurde 1950 an der Prača das Wasserkraftwerk Mesići errichtet. Dennoch sind einige Orte bis heute ohne Anschluss an das Stromnetz.

### Medien
In Rogatica gibt es einen privaten Radiosender, Radio 303, der allerdings nur vier Stunden am Tag sendet.

## Bildung
Die zentrale Grundschule „Sveti Sava“, zu der fünf vierklassige und eine achtklassige (Borike) Zweigschule gehören, wird von etwa 1.200 Schülern besucht, die Mittelschule von ungefähr 500. In der Stadt existiert auch ein Kindergarten mit etwa 180 Plätzen.
Höhere Bildungseinrichtungen gibt es in der Gemeinde nicht.

## Sport
Unter dem Dach der Sportgemeinschaft „Mladost“ sind mehrere Vereine aktiv. Zu den erfolgreichsten zählen die Handballmannschaft der Frauen (Premijer Liga), Basketballmannschaft der Männer und Schachverein (1. Liga RS) sowie die Männer-Fußballmannschaft und die Frauen-Volleyballmannschaft in der 2. Liga RS.
1987 und 2007 war Rogatica Gastgeber der Međuopštinske omladinske sportske igre (MOSI), die seit 1954 jedes Jahr zwischen den Teams von etwa 30 Städten und Gemeinden im Grenzgebiet von Bosnien und Herzegowina, Serbien und Montenegro ausgetragen werden. Die Palette der Disziplinen reicht von Leichtathletik über mehrere Ballsportarten bis zum Wasser- und Schießsport.
Am Ptičjak bei Rogatica existiert eine Motocross-Strecke, auf der vor dem Krieg jugoslawische und seit 2004 bosnische Meisterschaften ausgetragen werden.

## Persönlichkeiten
- Mersad Selimbegović (* 1982), Fußballspieler und -trainer
- Kemal Mešić (* 1985), Kugelstoßer
- Ibrahim Šehić (* 1988), Fußballspieler